# FK Savit Mahiliow
Maillots
Le Futbolny Klub Savit Moguilev, plus couramment abrégé en FK Savit Moguilev (en russe : ФК Савит Могилёв, et en biélorusse : ФК Савіт Магілёў), est un ancien club biélorusse de football fondé en 2005 et disparu en 2009, et basé dans la ville de Moguilev.

## Histoire
L'équipe a évolué une fois dans le Championnat de Biélorussie de football en 2008.

## Bilan sportif

### Palmarès
| Compétitions nationales                                                                            |
| -------------------------------------------------------------------------------------------------- |
| - Championnat de Biélorussie de deuxième division (1) : - Champion : 2007. - Vice-champion : 2006. |

### Bilan par saison
| Saison | Championnat | Championnat | Championnat | Championnat | Championnat | Championnat | Championnat | Championnat | Championnat | Championnat | Coupe de Biélorussie |
| Saison | Division    | Pos         | Pts         | J           | V           | N           | D           | BP          | BC          | Diff        | Coupe de Biélorussie |
| ------ | ----------- | ----------- | ----------- | ----------- | ----------- | ----------- | ----------- | ----------- | ----------- | ----------- | -------------------- |
| 2006   | 3e          | 2e          | 81          | 32          | 26          | 3           | 3           | 114         | 19          | +95         | N/A                  |
| 2007   | 2e          | 1er         | 53          | 26          | 16          | 5           | 5           | 50          | 21          | +29         | Seizièmes de finale  |
| 2008   | 1re         | 15e         | 21          | 30          | 5           | 6           | 19          | 28          | 61          | -33         | Seizièmes de finale  |
| 2008   | 1re         | 15e         | 21          | 30          | 5           | 6           | 19          | 28          | 61          | -33         | Seizièmes de finale  |

Légende
- Promu en division supérieure
- Relégué en division inférieure